# New Zealand Open 1975
Il New Zealand Open 1975 è stato un torneo di tennis giocato sull'erba. È stata la 19ª edizione dell'Auckland Open, che fa parte del Commercial Union Assurance Grand Prix 1975. Si è giocato ad Auckland in Nuova Zelanda, dal 6 al 12 gennaio 1975.

## Campioni

### Singolare
Onny Parun ha battuto in finale  Brian Fairlie con il punteggio di 4–6, 6–4, 6–4, 6–7, 6–4

### Doppio
Bob Carmichael /  Ray Ruffels hanno battuto in finale  Brian Fairlie /  Onny Parun che si sono ritirati sul punteggio di 7–6